# ATP de Halle
Terra Wortmann Open é um torneio de tênis disputado em Halle, Alemanha. Realizado desde 1993, o torneio é disputado em quatro quadras de grama ao ar livre e é parte desde 2015 do ATP 500, sendo um campeonato preparatório para Wimbledon.
A quadra central (o estádio Gerry Weber) tem 12.300 lugares e é dotado de um teto móvel que pode ser fechado em 88 segundos, de modo que as partidas não precisam ser interrompidas em caso de chuva. O estádio é aquecido e também usado para outros eventos esportivos (handebol, basquetebol, voleibol e boxe) e concertos.
O suíço Roger Federer venceu o torneio dez vezes (2003-06, 2008, 2013, 2014, 2015, 2017 e 2019) e detém o recorde de títulos em simples. Federer não disputou o torneio em 2007, alegando cansaço após a perda da final em Roland Garros para Rafael Nadal.

## Finais

### Simples
| Ano                                                         | Campeão               | Vice-campeão          | Resultado        |
| ----------------------------------------------------------- | --------------------- | --------------------- | ---------------- |
| 2025                                                        | Alexander Bublik      | Daniil Medvedev       | 6–3, 7–64        |
| 2024                                                        | Jannik Sinner         | Hubert Hurkacz        | 7–68, 7–62       |
| 2023                                                        | Alexander Bublik      | Andrey Rublev         | 6–3, 3–6, 6–3    |
| 2022                                                        | Hubert Hurkacz        | Daniil Medvedev       | 6–1, 6–4         |
| 2021                                                        | Ugo Humbert           | Andrey Rublev         | 6–3, 7–64        |
| Torneio não realizado em 2020 devido à pandemia de COVID-19 |                       |                       |                  |
| 2019                                                        | Roger Federer         | David Goffin          | 7–62, 6–1        |
| 2018                                                        | Borna Ćorić           | Roger Federer         | 7–66, 3–6, 6–2   |
| 2017                                                        | Roger Federer         | Alexander Zverev      | 6–1, 6–3         |
| 2016                                                        | Florian Mayer         | Alexander Zverev      | 6–2, 5–7, 6–3    |
| 2015                                                        | Roger Federer         | Andreas Seppi         | 7–61, 6–4        |
| 2014                                                        | Roger Federer         | Alejandro Falla       | 7–62,7–63        |
| 2013                                                        | Roger Federer         | Mikhail Youzhny       | 56–7, 6–4, 6–3   |
| 2012                                                        | Tommy Haas            | Roger Federer         | 7–65, 6–4        |
| 2011                                                        | Philipp Kohlschreiber | Philipp Petzschner    | 7–65, 2–0, ab.   |
| 2010                                                        | Lleyton Hewitt        | Roger Federer         | 3–6, 7–64, 6–4   |
| 2009                                                        | Tommy Haas            | Novak Djokovic        | 6–3, 6–7, 6–1    |
| 2008                                                        | Roger Federer         | Philipp Kohlschreiber | 6–3, 6–4         |
| 2007                                                        | Tomas Berdych         | Marcos Baghdatis      | 7–5, 6–4         |
| 2006                                                        | Roger Federer         | Tomas Berdych         | 6–0, 46–7, 6–2   |
| 2005                                                        | Roger Federer         | Marat Safin           | 6–4, 66–7, 6–4   |
| 2004                                                        | Roger Federer         | Mardy Fish            | 6–0, 6–3         |
| 2003                                                        | Roger Federer         | Nicolas Kiefer        | 6–1, 6–3         |
| 2002                                                        | Yevgeny Kafelnikov    | Nicolas Kiefer        | 2–6, 6–4, 6–4    |
| 2001                                                        | Thomas Johansson      | Fabrice Santoro       | 6–3, 56–7, 6–2   |
| 2000                                                        | David Prinosil        | Richard Krajicek      | 6–3, 6–2         |
| 1999                                                        | Nicolas Kiefer        | Nicklas Kulti         | 6–3, 6–2         |
| 1998                                                        | Yevgeny Kafelnikov    | Magnus Larsson        | 6–4, 6–4         |
| 1997                                                        | Yevgeny Kafelnikov    | Magnus Larsson        | 7–62, 56–7, 7–67 |
| 1996                                                        | Nicklas Kulti         | Yevgeny Kafelnikov    | 56–7, 6–3, 6–4   |
| 1995                                                        | Marc Rosset           | Michael Stich         | 3–6, 7–611, 7–68 |
| 1994                                                        | Michael Stich         | Magnus Larsson        | 6–4, 4–6, 6–3    |
| 1993                                                        | Henri Leconte         | Andrei Medvedev       | 6–2, 6–3         |

### Duplas
| Ano                                                         | Campeões                               | Vice-campeões                             | Resultado          |
| ----------------------------------------------------------- | -------------------------------------- | ----------------------------------------- | ------------------ |
| 2024                                                        | Simone Bolelli Andrea Vavassori        | Kevin Krawietz Tim Pütz                   | 7–63, 7–65         |
| 2023                                                        | Marcelo Melo John Peers                | Simone Bolelli Andrea Vavassori           | 7–63, 3–6, [10–6]  |
| 2022                                                        | Marcel Granollers Horacio Zeballos     | Tim Pütz Michael Venus                    | 6–4, 56–7, [14–12] |
| 2021                                                        | Kevin Krawietz Horia Tecău             | Félix Auger-Aliassime Hubert Hurkacz      | 7–64, 6–4          |
| Torneio não realizado em 2020 devido à pandemia de COVID-19 |                                        |                                           |                    |
| 2019                                                        | Raven Klaasen Michael Venus            | Łukasz Kubot Marcelo Melo                 | 4–6, 6–3, [10–4]   |
| 2018                                                        | Łukasz Kubot Marcelo Melo              | Alexander Zverev Mischa Zverev            | 7–61, 6–4          |
| 2017                                                        | Łukasz Kubot Marcelo Melo              | Alexander Zverev Mischa Zverev            | 5–7, 6–3, [10–8]   |
| 2016                                                        | Raven Klaasen Rajeev Ram               | Łukasz Kubot Alexander Peya               | 7–65, 6–2          |
| 2015                                                        | Raven Klaasen Rajeev Ram               | Rohan Bopanna Florin Mergea               | 7–65, 6–2          |
| 2014                                                        | Andre Begemann Julian Knowle           | Roger Federer Marco Chiudinelli           | 1–6, 7–5, [12–10]  |
| 2013                                                        | Santiago González Scott Lipsky         | Daniele Bracciali Jonathan Erlich         | 6–2, 7–63          |
| 2012                                                        | Aisam-ul-Haq Qureshi Jean-Julien Rojer | Treat Conrad Huey Scott Lipsky            | 6–3, 6–4           |
| 2011                                                        | Rohan Bopanna Aisam-ul-Haq Qureshi     | Robin Haase Milos Raonic                  | 7–68, 3–6, [11–9]  |
| 2010                                                        | Sergiy Stakhovsky Mikhail Youzhny      | Martin Damm Filip Polášek                 | 4–6, 7–5, [10–7]   |
| 2009                                                        | Christopher Kas Philipp Kohlschreiber  | Andreas Beck Marco Chiudinelli            | 6–3, 6–4           |
| 2008                                                        | Mikhail Youzhny Michael Zverev         | Lukas Dlouhy Leander Paes                 | 4–6, 6–3, 10–3     |
| 2007                                                        | Simon Aspelin Julian Knowle            | Fabrice Santoro Nenad Zimonjic            | 6–4, 7–65          |
| 2006                                                        | Fabrice Santoro Nenad Zimonjic         | Michael Kohlmann Rainer Schuettler        | 6–0, 6–4           |
| 2005                                                        | Roger Federer Yves Allegro             | Joachim Johansson Marat Safin             | 7–5, 66–7, 6–3     |
| 2004                                                        | Leander Paes David Rikl                | Tomáš Cibulec Petr Pala                   | 6–2, 7–5           |
| 2003                                                        | Jonas Bjorkman Todd Woodbridge         | Martin Damm Cyril Suk                     | 6–3, 6–4           |
| 2002                                                        | David Prinosil David Rikl              | Jonas Bjorkman Todd Woodbridge            | 4–6, 7–65, 7–5     |
| 2001                                                        | Daniel Nestor Sandon Stolle            | Max Mirnyi Patrick Rafter                 | 6–4, 56–7, 6–1     |
| 2000                                                        | Nicklas Kulti Mikael Tillstrom         | Mahesh Bhupathi David Prinosil            | 7–64, 7–64         |
| 1999                                                        | Jonas Bjorkman Patrick Rafter          | Paul Haarhuis Jared Palmer                | 6–3, 7–5           |
| 1998                                                        | Ellis Ferreira Rick Leach              | John-Laffnie de Jager Marc-Kevin Goellner | 4–6, 6–4, 7–6      |
| 1997                                                        | Karsten Braasch Michael Stich          | David Adams Marius Barnard                | 7–6, 6–3           |
| 1996                                                        | Byron Black Grant Connell              | Yevgeny Kafelnikov Daniel Vacek           | 6–1, 7–5           |
| 1995                                                        | Jacco Eltingh Paul Haarhuis            | Yevgeny Kafelnikov Andrei Olhovskiy       | 6–2, 3–6, 6–3      |
| 1994                                                        | Olivier Delaitre Guy Forget            | Henri Leconte Gary Muller                 | 6–4, 6–7, 6–4      |
| 1993                                                        | Petr Korda Cyril Suk                   | Mike Bauer Marc-Kevin Goellner            | 7–6, 5–7, 6–3      |